# Алемайеху, Исак
Исак Александер Алемайеху Мулугета (швед. Isak Alexander Alemayehu Mulugeta; род. 11 октября 2006) — шведский футболист, полузащитник «Юргордена».

## Клубная карьера
С 2020 года выступал за юношескую команду «Юргордена». В 2021 году в 14 матчах за команду забил семь мячей. В ноябре и декабре того же года ездил на просмотр в нидерландский «Фейеноорд» и итальянскую «Аталанту». 3 декабря подписал с «Юргорденом» молодёжный контракт, рассчитанный на два года. 11 сентября 2022 года впервые попал в заявку основной команды клуба на матч Алльсвенскана с «Хаммарбю», но на поле не появился. 6 ноября в матче последнего тура с «Мьельбю» дебютировал в чемпионате Швеции, появившись на поле на 61-й минуте вместо Хампуса Финнделля.

## Карьера в сборной
Выступал за юношескую сборную Швеции. Впервые в её состав был вызван в сентябре 2021 года. Дебютировал за сборную 23 сентября в товарищеском матче с Норвегией.

## Достижения
Юргорден
- Второе место чемпионата Швеции: 2022

## Клубная статистика
| Выступление      | Выступление      | Выступление      | Лига | Лига | Кубки | Кубки | Конт. кубки | Конт. кубки | Итого | Итого |
| Клуб             | Лига             | Сезон            | Игры | Голы | Игры  | Голы  | Игры        | Голы        | Игры  | Голы  |
| ---------------- | ---------------- | ---------------- | ---- | ---- | ----- | ----- | ----------- | ----------- | ----- | ----- |
| Юргорден         | Алльсвенскан     | 2022             | 1    | 0    | 0     | 0     | 0           | 0           | 1     | 0     |
| Юргорден         | Итого            | Итого            | 1    | 0    | 0     | 0     | 0           | 0           | 1     | 0     |
| Всего за карьеру | Всего за карьеру | Всего за карьеру | 1    | 0    | 0     | 0     | 0           | 0           | 1     | 0     |